# めざまし北海道
『めざまし北海道』（めざましほっかいどう）は、フジテレビ系列の北海道文化放送（UHB）で1998年3月30日から2003年3月28日まで早朝に生放送されていたローカルワイド番組である。ここでは前座番組であった『お天気ワイド めざまし北海道』についても記述する。

## 概要
UHBにとっては初の早朝の生放送ローカル情報番組となった。タイトルの由来は本番組の後に放送される『めざましテレビ』（フジテレビ発）の北海道ローカル版であることから。その日の天気情報を中心に、最新ニュースや新聞記事紹介、占いコーナー等をコンパクトに織り交ぜた番組構成であった。また、太陽をモチーフとした番組オリジナルキャラクターが存在し、番組ロゴにも描かれていた（後述の『お天気ワイド めざまし北海道』のキャラクターも兼任）。
番組放送時間は一貫して5:25 - 5:55（JST）で、2002年1月にフジテレビが『めざましテレビ』を5:25放送開始に繰り上げてもUHBは時間変更することは無く、5:55で飛び乗っていた。
2003年3月28日に番組終了。UHBではこの翌週から『めざましテレビ』のフルネットを開始したため、早朝の生放送ローカル情報番組からは一時撤退したが、1年半後の2004年10月4日に『めざまし北海道 おはよう!山田です。』のタイトルで4:55 - 5:25の枠（後に4:50 - 5:25）にて復活。その後、『早おき!てれび めざまし北海道』にタイトルを変更しながら2014年3月28日まで継続した。

### 出演者
- 成田敦子（ - 2001年）
- 高田英子（2001年）
- 篠原巨樹

## お天気ワイド めざまし北海道
『めざまし北海道』の前座番組として同時期の1998年3月30日放送開始。番組開始当初はある1組のアーティストのアルバムからピックアップした楽曲をBGMとして、北海道内の詳細な天気予報（当時では珍しかった都市ごとの朝・昼・夜の天気、紫外線予報、洗濯物の乾き具合等）を約7分CM無しで伝え、これを3回繰り返し放送していた。（2周目、3周目に入る前に数秒間、お天気カメラの映像をバックに『めざまし北海道』の予告とBGMで使用しているアルバムの紹介を行っていた。）2003年3月に『めざまし北海道』が終了した後も当番組は継続した。
2004年6月28日から放送時間が4:55からとなり、5分繰り上げ・拡大されて内容も大幅リニューアル。常時お天気カメラバックで天気予報を伝えるようになった。BGMも毎回インストゥルメンタル楽曲で固定されるようになった。しかし新たに「道新ヘッドライン」と題し、UHBの親会社の北海道新聞提供の文字ニュースがL字画面の中で流れるようになった。
リニューアルして間も無い2004年10月1日に番組は終了。